# František Khol
František Khol (4. listopadu 1877 Praha - 3. ledna 1930 Praha) byl český spisovatel, libretista, překladatel a knihovník.

## Život
Narodil se na pražském Smíchově, v rodině obchodníka. V dětství utrpěl úraz s trvalými následky. Maturitu získal roku 1896 na reálném gymnáziu v Pardubicích, poté vystudoval technickou chemii na ČVUT v Praze. Absolvoval roku 1900. Poté rok pracoval jako chemik v pardubickém cukrovaru. Pak se vrátil do Prahy a studoval geologii na Filozofické fakultě Univerzity Karlovy v Praze (1901-1902). V letech 1901-1904 též vědecky pracoval na pražské technice, byl asistentem na katedře mineralogie a geologie. V letech 1904-1918 pracoval v Knihovně Národního muzea. V letech 1916 až 1925 byl dramaturgem činohry Národního divadla. Roku 1921 založil divadelní agenturu Centrum, která začala zastupovat řadu českých dramatiků (do té doby odkázaných na zastupování německými agenturami). Řadě z těchto autorů agentura pomohla ke značnému průniku na zahraniční jeviště (bratři Čapkové, František Langer, Fráňa Šrámek). Agentura Centrum stejně tak pomáhala pronikat na česká jeviště moderním zahraničním dramatikům. V letech 1912-1924 byl předsedou Spolku českých bibliofilů, v letech 1914-1920 jednatelem Literárního odboru Umělecké besedy v Praze, roku 1925 se stal prvním jednatelem českého PEN-klubu. Byl redaktorem periodik Lumír, Samostatnost, Česká Demokracie a Pokroková revue., publikoval i v řadě dalších periodik: Den, Lidové noviny, Hlas národa, Květy, Národní obzor, Rozpravy Aventina, Tribuna, Venkov, Zlatá Praha, Živa aj. V roce 1925 odešel do důchodu a většinu času pobýval v Podhrázi u Ouběnic, kde si roku 1928 postavil vilu. 

## Dílo
Jeho literární dílo je tvořeno zejména novelami a povídkami, které vyšly v souborech Iluzionisté (1911), Rozmary (1915) a Zrcadlo v baru (1916). Jejich styl je někdy označován za novoklasicistní. Panorama české literatury uvádí, že "jejich hrdinové dosahují vyrovnání se světem jen za cenu krutých osobních ztrát". Lexikon české literatury tyto texty charakterizoval slovy: "Příznačnými rysy Kholovy novely, ovlivněné bezprostředněji Boccacciem než dobovou novoklasicistickou teorií P. Ernsta, jsou osamostatnění vypravěče a vypravěčské vedení děje, napínavý, až dobrodružný příběh, stavebná účelnost a vyváženost, tematika lidských vášní (zejména milostné), zpracovaná bez psychologizování."
Napsal i několik operních libret, především pro Karla Moora (opery Vij a Hjördis, v prvém případě na motivy gogolovské, ve druhém ibsenovské). Publikoval též odborné i popularizační články z oborů geologie, mineralogie, historie přírodních věd a ochrana přírody. Miloval italskou a renesanční kulturu, po Itálii často cestoval, hojně se věnoval osobnosti Giacoma Casanovy a někdy je označován za prvního českého casanovistu. Casanovovi věnoval i monografii Benátčana Jakuba Casanovy život a dílo (1911). Monografii věnoval i Tadeáši Haenkeovi, vyšla pod názvem Tadeáš Haenke, jeho život, dílo a listy ze zámořských a krajin (1911).